# Керем-Ацмона
Керем Ацмона (иврит. כרם עצמונה) была не легализованным государством Израиль форпостом в блоке еврейских поселений Гуш-Катиф на юге сектора Газа. Это был небольшой ишув, который насчитывал около 20 семей, проживавших в караванах. Поселение было снесено 17 августа 2005 года в рамках плана одностороннего размежевания.